# 烏山線
烏山線（日语：／ Karasuyama sen */?）是一條連結栃木縣鹽谷郡高根澤町的寶積寺站與栃木縣那須烏山市的烏山站，屬於東日本旅客鐵道（JR東日本）的鐵路線（地方交通線）。
沿線有「寶積寺」「大金」等獲認為吉利的站名，因此8個車站當中，除寶積寺站以外各站的看板都分配到一尊七福神的人物。
2009年3月14日起，旅客營業規則指定為「東京近郊區間」。但是，此線區內的7個車站都不是IC乘車卡「Suica」的使用對象。包括與宇都宮線接續的寶積寺站都沒有設置自動閘機。

## 路線資料
- 路線距離：20.4公里[4]
- 軌距：1067毫米[4]
- 站數：8個（包括起終點站）
  - 若只限屬於烏山線的車站，排除屬於東北本線的寶積寺站[5]則為7個。
- 複線路段：沒有（全線單線）[4]
- 電氣化路段：沒有（全線非電氣化）[4]。但烏山站內設有直流1,500V架空電車線，專供蓄電池驅動電車充電之用。
- 閉塞方式
  - 寶積寺－大金：自動閉塞式（特殊）
  - 大金－烏山：特殊自動閉塞式（軌道回路檢知式）
- 保安裝置：ATS-P
- 最高速度：65公里/小時
- 運轉指令所（日语：運転指令所）：宇都宮CTC中心

全線由東日本旅客鐵道大宮支社管轄。

## 使用車輛

### 現行使用車輛
- 定期列車
  - JR東日本EV-E301系電聯車 - 2014年3月15日起使用。
- 臨時列車
  - DE10型柴油機車
  - 12系客車

※ 以下為JR移行後的運用事例。
- - DD51型柴油機車
  - Kiha48系柴油動車組「びゅうコースター風っこ」
  - 日本國鐵Kiha40系柴油動車組 (二代)

### 過去使用車輛
- Kiha10型、Kiha11型柴油動車組 - 1957年於宇都宮運轉所配置、10輛配置使用至1979年。
- Kiha20系柴油動車組 - Kiha40型配置之前、使用向日町運轉所、水戶機關區各1輛Kiha20型初期車。

## 歷史
- 1923年（大正12年）4月15日 - 【開業】烏山線 寶積寺 - 烏山(20.4km) 【車站新設】熟田、大金、烏山
- 1925年（大正14年）4月1日 - 【車站名改稱】熟田→仁井田
- 1934年（昭和9年）8月15日 - 【車站新設】下野花岡、鴻野山、小塙
- 1954年（昭和29年）6月1日 - 【車站新設】瀧
- 1979年（昭和54年）
  - 6月1日 - 【貨運營業廢止】全線(-20.4km)
  - 7月1日 - 【貨運營業開始】寶積寺 - 仁井田(5.9km)
- 1984年（昭和59年）3月14日 - 【貨運營業廢止】寶積寺 - 仁井田(-5.9km)
- 1987年（昭和62年）4月1日 - 【繼承】東日本旅客鐵道
- 1990年（平成2年）12月1日 - 【車站名呼稱改稱】下野花岡（しもずけはなおか→しもつけはなおか）
  - 3月29日 - 一人控制開始
- 2005年（平成17年）3月22日 - 旅客用門半自動化
- 2011年（平成23年）3月11日 - 因東日本大地震停駛，同月16日起復駛[7][8]。
- 2012年（平成24年）5月26日 - 末班車抵達終點後，大金站至烏山站間的閉塞從通票閉塞改為特殊自動閉塞，並同時在全線啟用ATS-P[9]。
- 2013年（平成25年）8月1日 - 大金站改為無人站，烏山站改為業務委託站。
- 2014年（平成26年）3月15日 - 蓄電池驅動電車EV-E301系「ACCUM」開始在烏山線運行[10][11]。烏山站、大金站及仁井田站啟用新站房。
- 2017年（平成29年）3月4日 - 烏山線所有定期班次列車統一以EV-E301系行駛[12]。

## 車站列表
- 所有列車普通列車（停靠所有車站）
- 軌道（全線單線） … ◇・∨：可進行列車交會、｜：不可進行列車交會
- 所有車站均位於栃木縣內
- 烏山站內的電氣化設備只限車站構內的蓄電池驅動電車的充電用。

| 電氣化狀況 | 中文站名 | 日文站名 | 英文站名 | 對應的七福神 | 站間營業距離 | 累計營業距離 | 累計營業距離 | 接續路線                                                                     | 軌道 | 所在地          |
| 電氣化狀況 | 中文站名 | 日文站名 | 英文站名 | 對應的七福神 | 站間營業距離 | 寶積寺起計   | 宇都宮起計   | 接續路線                                                                     | 軌道 | 所在地          |
| ---------- | -------- | -------- | -------- | ------------ | ------------ | ------------ | ------------ | ---------------------------------------------------------------------------- | ---- | --------------- |
| 電氣化     | 寶積寺   |          |          | -            | -            | 0.0          | 11.7         | 東日本旅客鐵道：■東北本線（ 宇都宮線〈包括上野東京線〉：一部分直通至宇都宮） | ∨    | 鹽谷郡 高根澤町 |
| 非電氣化   | 下野花岡 |          |          | 壽老人       | 3.9          | 3.9          | 15.6         |                                                                              | ｜   | 鹽谷郡 高根澤町 |
| 非電氣化   | 仁井田   |          |          | 布袋尊       | 2.0          | 5.9          | 17.6         |                                                                              | ｜   | 鹽谷郡 高根澤町 |
| 非電氣化   | 鴻野山   |          |          | 福祿壽       | 2.4          | 8.3          | 20.0         |                                                                              | ｜   | 那須烏山市      |
| 非電氣化   | 大金     |          |          | 大黑天       | 4.4          | 12.7         | 24.4         |                                                                              | ◇    | 那須烏山市      |
| 非電氣化   | 小塙     |          |          | 惠比壽       | 2.6          | 15.3         | 27.0         |                                                                              | ｜   | 那須烏山市      |
| 非電氣化   | 瀧       |          |          | 辯才天       | 2.2          | 17.5         | 29.2         |                                                                              | ｜   | 那須烏山市      |
| 電氣化     | 烏山     |          |          | 毘沙門天     | 2.9          | 20.4         | 32.1         |                                                                              | ｜   | 那須烏山市      |

## 其他
- 1968年被選定為建議應予停駛廢線的「赤字83線」，以後選定為特定地方交通線至現在。與被國鐵廢線改為第三部門鐵道的真岡線與足尾線相比，烏山線因為有列車班次往來於櫪木縣廳所在地宇都宮市，而免於遭停駛廢線的命運。
- 關東地方其他非電氣化JR線有八高線（部份）、水郡線、久留里線3線區。本線區在導入EV-E301系之前，為關東地方最後一個仍使用Kiha40型柴聯車的路線。

## 關連項目
- 日本鐵路線列表
- Mystery列車 - 1979年運行的Mystery列車『銀河鐵道999』號的目的地「安達羅車站」為烏山車站。

## 外部連結
- 烏山線（個人）